# Soiuz MS-15
La Soiuz MS-15 fou una missió de la nau Soiuz llançada el 25 de setembre de 2019 transportant dos membres de l'Expedició 61 a l'Estació Espacial Internacional. Aquesta missió fou el 143è vol d'una nau espacial Soiuz tripulada i l'última del vehicle de llançament Soyuz-FG abans de ser substituït pel Soyuz-2 pels llançaments de vols espacials tripulats. La tripulació estava formada per un comandant rus, un enginyer de vol estatunidenc i el primer astronauta dels Emirats, Hazza Al Mansouri. Per celebrar aquest esdeveniment, es van projectar imatges del coet Soiuz i de Hazza Al Mansouri a l'edifici Burj Khalifa, el més alt del món.
La missió va acabar amb l'aterratge de la nau al sud-est de la ciutat de Zhezkazgán el dia 17 d'abril de 2020 amb estrictes mesures de seguretat sanitària degut a la pandèmia de la Covid-19.

## Tripulació
| Posició                         | Tripulació de llançament                             | Tripulació d'aterratge                               |
| ------------------------------- | ---------------------------------------------------- | ---------------------------------------------------- |
| Comandant                       | Oleg Skripochka, RSA Expedició 61 Third vol espacial | Oleg Skripochka, RSA Expedició 61 Third vol espacial |
| Enginyer de vol 1               | Jessica Meir, NASA Expedició 61 Primer vol espacial  | Jessica Meir, NASA Expedició 61 Primer vol espacial  |
| Col·laborador/Enginyer de vol 2 | Hazza Al Mansouri, MBRSC Primer vol espacial         | Andrew Morgan, NASA Expedició 61 Primer vol espacial |

### Tripulació de reserva
| Posició         | Tripulació              | Tripulació              |
| --------------- | ----------------------- | ----------------------- |
| Comandant       | Sergey Ryzhikov, RSA    | Sergey Ryzhikov, RSA    |
| Enginyer de vol | Thomas Marshburn, NASA  | Thomas Marshburn, NASA  |
| Col·laborador   | Sultan Al Neyadi, MBRSC | Sultan Al Neyadi, MBRSC |